# Нелітерний орфографічний знак
Нелітерні орфографічні знаки, або ілетрограми[джерело?] — категорія знаків писемності, які не є літерами, але використовуються в написанні слів (тобто належать орфографії), а не розділяють слова (на відміну від знаків пунктуації, що належать до пунктуації). Нелітерні орфографічні знаки виконують фонографічну, змісторозрізнювальну, графомарковану та прагматичну функції.
Приклади в українській мові:
- Апостроф
- Дефіс (але не тире!)
- Крапка в скороченні, крапка над літерою
- скісна риска[3]
- Бревіс (над літерою й)
- знак наголосу.

В інших мовах, крім вищенаведених прикладів, до таких належать також акут, гравіс. Наприклад, у французькій мові.